# Aneta Matei
Aneta Matei, bis 1972 Aneta Sieburg, (* 15. Juni 1948 in Timișoara) ist eine ehemalige rumänische Steuerfrau im Rudern. Sie war zweimal Olympiavierte und erhielt bei Weltmeisterschaften fünf Bronzemedaillen.

## Sportliche Karriere
Die 1,57 m große Aneta Matei gewann ihre erste internationale Medaille noch als Aneta Sieburg bei den Europameisterschaften 1972, als sie mit dem rumänischen Achter die Silbermedaille hinter dem Boot aus der  Sowjetunion erkämpfte. Im Jahr darauf siegte bei den Europameisterschaften 1973 das Boot aus der Sowjetunion vor dem Boot aus der DDR. Dahinter erhielten die Rumäninnen die Bronzemedaille, wobei die Steuerfrau jetzt als Aneta Matei antrat.
1974 fanden erstmals Frauenwettbewerbe im Rahmen der Ruder-Weltmeisterschaften statt. Bei der Weltmeisterschaftsregatta in Luzern steuerte Matei sowohl den Vierer mit Steuerfrau als auch den Achter. Im Vierer gewannen die Rumäninnen die Bronzemedaille hinter den Booten aus der DDR und den Niederlanden. Im Achter-Wettbewerb siegte das Boot aus der DDR vor dem Boot aus der Sowjetunion, dahinter erruderten die Rumäninnen Bronze. Bei den Weltmeisterschaften 1975 trat Matei nur im Achter an und gewann Bronze hinter den Booten aus der DDR und aus den USA. Bei den Olympischen Spielen 1976 in Montreal standen erstmals Wettbewerbe im Frauenrudern auf dem Programm. Aneta Matei belegte den vierten Platz im Vierer mit 1,79 Sekunden Rückstand auf die Bronzemedaille und den sechsten Platz mit dem Achter mit 6,11 Sekunden Rückstand auf die Bronzemedaille.
Nach einem Jahr Pause war Aneta Matei bei den Weltmeisterschaften 1978 wieder dabei und gewann hinter den Booten aus der DDR und aus den USA Bronze im Vierer. Bei den Weltmeisterschaften 1979 siegte der Vierer aus der Sowjetunion vor dem Boot aus der DDR. Dahinter erkämpften Georgeta Militaru-Mașca, Florica Silaghi, Maria Tănasă, Valeria Cătescu und Aneta Matei die Bronzemedaille. Bei den Olympischen Spielen 1980 in Moskau trat der rumänische Vierer in der gleichen Besetzung an wie im Vorjahr. Es siegte das Boot aus der DDR vor den Bulgarinnen und dem Boot aus der Sowjetunion. Mit 1,16 Sekunden Rückstand auf die Drittplatzierten belegten die Rumäninnen den vierten Platz.